# The Branch
A The Branch 2011-ben bemutatott ausztrál rövidfilm, melyet Julietta Boscolo írt és rendezett. Főszereplői Alycia Debnam-Carey, Lachlan Campbell és James Caitlin.

## Cselekmény
Anica 16 éves, az öccse, Jose 13. Vidéken élnek az apjukkal. Anicának veleszületett érzéke van a ház körüli szerelési-javítási munkákhoz, apja azonban jobban szereti, ha a háztartásra koncentrál. Ezzel szemben Jose nem jeleskedik a dolgok megjavításában, de mivel férfi, az apja úgy gondolja, idővel ügyes kezű szerelővé kell válnia. Egy nap Jose apja előtt magának tulajdonít valamit, amit Anica javított meg, feszültséget okozva ezzel a nővérével való kapcsolatában.

## Szereplők
- Alycia Debnam-Carey – Anica
- Lachlan Campbell – Jose
- James Caitlin – apa

## Fesztiválok
- WorldFest-Houston International Film Festival (2012), díjazott – arany (eredeti dráma rövidfilm kategória)
- Salento Nemzetközi Filmfesztivál (2012)
- Sandfly Film Festival (2012)

## Külső hivatkozások
- The Branch - trailer a YouTube oldalán
- Julietta Boscolo honlapja
- The Branch az Internet Movie Database oldalon (angolul)